# Zyklotron-Resonanzheizung
Elektronen-Zyklotron-Resonanzheizung (englisch electron cyclotron resonance heating, ECRH) und Ionen-Zyklotron-Resonanzheizung (ion cyclotron resonance heating, ICRH) sind Verfahren zur Heizung von im Magnetfeld eingeschlossenen Plasmen, wie sie für die Entwicklung der Kernfusionsreaktoren als Energiequelle verwendet werden.

## Physik

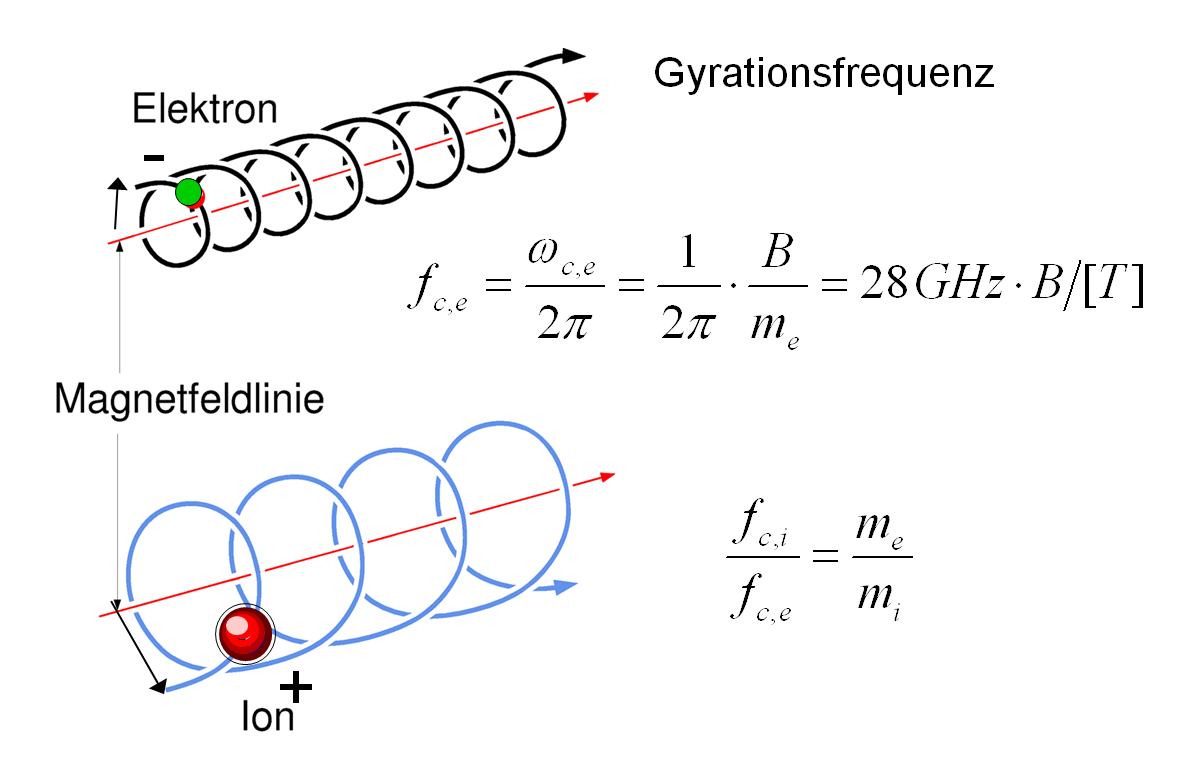
Schematische Darstellung (Bahnradien nicht skaliert) der Gyrations-Bewegung von Elektronen und einem Wasserstoffion (Proton) im Magnetfeld.

Beide Verfahren beruhen darauf, dass geladene Plasma-Teilchen, Elektronen oder Ionen, im Magnetfeld von der Lorentzkraft auf schraubenförmige Bahnen gezwungen werden. Diese setzen sich zusammen aus einer Bewegung entlang der gedachten Magnetfeldlinie und – senkrecht dazu – einer kreisförmigen um die Feldlinie herum (Gyration). Für letztere ergibt sich wegen (Lorentzkraft = Zentrifugalkraft) die sogenannte Gyrationskreisfrequenz
{\displaystyle \omega ={\frac {q\cdot B}{m}}}.
Dabei ist {\displaystyle B} die Magnetfeldstärke, {\displaystyle m} die Masse und {\displaystyle q} die Ladung des gyrierenden Teilchens. Strahlt man eine elektrische Welle mit genau dieser Frequenz ein, so kann sie vom gyrierenden Teilchen absorbiert werden. Da die Gyrationsfrequenz durch das Magnetfeld fest vorgegeben ist, ändert sie sich durch die Absorption der Mikrowelle nicht, sondern die erhöhte Energie der Teilchen führt zu einer Vergrößerung der Umlaufgeschwindigkeit (Gyrationsgeschwindigkeit) und damit wegen der erhöhten Fliehkraft in einem größeren Gyrationsradius.
Die Elektronen-Zyklotron-Resonanzheizung benötigt nach obiger Gleichung eine Welle der Kreisfrequenz
{\displaystyle \omega ={\frac {e\cdot B}{m_{\text{Elektron}}}}=28\cdot B\,{\frac {\text{GHz}}{\text{T}}}},
wobei das Magnetfeld in Tesla einzusetzen ist. Da Kernfusionsexperimente bei Magnetfeldern von einigen Tesla betrieben werden, ergeben sich Frequenzen um 100–200 GHz, entsprechend Wellenlängen von 3–1,5 mm, also im Mikrowellenbereich. Da die Masse des Wasserstoffions (Proton) als leichtestes Ion bereits 1840-mal höher ist als die des Elektrons, ist bei gleichem Magnetfeld die Gyrationsfrequenz der Wasserstoffionen um diesen Faktor niedriger. Bei gleicher Bewegungsenergie, d. h. gleicher Temperatur, ist dafür der Gyrationsradius wegen der erhöhten Fliehkraft größer. Für die Ionen-Zyklotron-Resonanzheizung liegen die Frequenzen also im Bereich um 50–100 MHz, die Wellenlängen betragen einige Meter. Die Radien der Gyrationsbewegung hängen wegen der Fliehkraft von der Geschwindigkeit ab. Bei Bedingungen eines Fusions-Reaktors mit thermischen Energien von ca. 10 keV (entspricht einer Temperatur von ca. 100 Mio. °C) beträgt die thermische Geschwindigkeit der Wasserstoffionen 1.700 km/s; die der leichteren Elektronen 73.000 km/s.
Elektronen- und Ionen-Zyklotron-Resonanzheizung sind Resonanz-Phänomene, d. h. die Absorption findet nur bei einer durch obige Gleichung fest vorgegebenen Frequenz statt. Eine Welle, die in das Plasma eindringt, wird daher nur dort lokal von Plasmateilchen absorbiert, wo das Magnetfeld obige Resonanzbedingung erfüllt. Dies ist im Gegensatz zum Mikrowellenofen in der Küche zu sehen, wo die Absorption der Mikrowellen an den Dipolmomenten der Wassermoleküle des Gargutes stattfindet, die durch die elektrischen Felder der elektromagnetischen Welle hin und her geworfen werden und dabei durch Stöße an Nachbaratome Wärme abgeben. Dieser Prozess ist in einem weiten Bereich unabhängig von der Frequenz der Welle.
Wegen der unterschiedlichen Frequenzen von Elektronen- und Ionen-Zyklotron-Resonanz und damit der unterschiedlichen Wellenlängen der beteiligten elektromagnetischen Wellen sind technische Realisierung und Anwendung für die Heizung der Plasmen so unterschiedlich, dass beide Verfahren im Weiteren getrennt beschrieben werden sollen.

## Elektronen-Zyklotron-Resonanzheizung (ECRH)
Da das Magnetfeld im Plasma ortsabhängig ist, kann der Ort, an dem die Mikrowelle absorbiert und die Elektronen geheizt werden, über die Resonanzbedingung sehr präzise ausgewählt werden. Unter Standardbedingungen steigt die Magnetfeldstärke in einem Fusionsexperiment zur Torus-Innenseite hin, wo die Magnetfeldspulen enger stehen an. Die Mikrowelle wird von daher außen kommend radial in das toroidale Plasma eingestrahlt und dort absorbiert, wo die Resonanzbedingung erfüllt ist. Eine Änderung des poloidalen (vertikalen) Einstrahlwinkels erlaubt auf der Plasmaachse oder aber weiter außerhalb zu heizen, wodurch z. B. die Temperaturverteilung (radiales Temperaturprofil) modifiziert werden kann. Eine toroidale (horizontale) Verkippung des Mikrowellenstrahls erzeugt dagegen eine toroidale Asymmetrie in der Elektronenbewegung und damit einem toroidalen Strom. Dieser Stromtrieb (electron cyclotron current drive, ECCD) ist eine der Möglichkeiten, mit denen versucht wird, den in einem Tokamak benötigten toroidalen Strom dauerhaft aufrechtzuerhalten. Durch solche radial gezielt erzeugbaren lokalen Ströme im Plasma können aber auch die Magnetfeldkonfiguration beeinflusst oder dynamische Instabilitäten (sogenannte tearing moden) ausgeheilt werden.
Die ECRH ist zunächst auf niedrige und mittlere Teilchendichten begrenzt, da mit steigender Dichte das Plasma für die Mikrowellen – wie ein Metall für sichtbares Licht – reflektierend wird und der Heizstahl nicht mehr bis zur Resonanzzone vordringen kann. Dies kann umgangen werden, indem man andere Polarisationen der Mikrowelle wählt oder Wellen mit dem Vielfachen der Gyrationsfrequenz {\displaystyle \omega =N\cdot e\cdot B/m} (mit N = 1, 2, 3, …) einstrahlt, die bei den betreffenden Bedingungen nicht reflektiert werden. ECRH kann auch zu diagnostischen Zwecken verwendet werden, indem man lokal eine kleine Temperaturstörung erzeugt – z. B. durch einen Heizpuls mit moderater Leistung – und dann beobachtet, wie sich die Temperaturstörung im Plasma ausbreitet.

### Technische Realisierung
Als Mikrowellen-Quellen bei Frequenzen um 100–200 GHz werden Gyrotrons entwickelt. Die derzeit leistungsfähigsten Röhren erreichen Leistungen um 1 MW über eine Zeitdauer von 30 min. Die von den Gyrotrons erzeugten Mikrowellenstrahlen mit einem Durchmesser von einigen Zentimeter können entweder frei über Spiegel oder innerhalb von Hohlleitern zum Torus gebracht werden, wo sie durch ggf. bewegliche Spiegel ins Plasma gelenkt werden. Da die Mikrowellenstrahlen mit Wellenlängen um 2 mm vergleichsweise unempfindlich gegen Oberflächenrauhigkeiten sind, lassen sich robuste Metallspiegel verwenden. Wegen der hohen Leistungen müssen die Komponenten allerdings trotz der niedrigen Verluste (hohe Reflektivität der Metallspiegel / Hohlleiter) gekühlt werden. ECRH hat eine Reihe von technischen Vorteilen, die diese Heizmethode für einen Reaktorbetrieb besonders geeignet machen: Für die Mikrowellenstrahlen werden nur vergleichsweise kleine Fenster zum Torus benötigt und mit Spiegeln lassen sich leicht Labyrinth-artige Durchbrüche z. B. durch die Strahlenschutzwände realisieren, so dass die Gyrotrons abseits der Torushalle betrieben und gewartet werden können. Der Nachteil, dass primär nur die Elektronen geheizt werden, zur Kernfusion aber eine hohe Temperatur der Wasserstoffionen benötigt wird, spielt keine große Rolle, da bei den in Reaktoren benötigten Dichten Elektronen und Ionen ihre Energie durch Stöße schnell untereinander ausgleichen.
Für den Tokamak ITER ist eine 50-MW-ECR-Heizungen vor allem zum benötigten Stromtrieb und zur Stabilisierung von Instabilitäten vorgesehen. Der Stellarator Wendelstein 7-X wird mit einem 10-MW-ECRH (erste Ausbaustufe 7 MW) im Langpuls-Betrieb geheizt. Hier kann neben dem Heizeffekt der durch ECRH getriebene Strom zu Veränderungen der Magnetfeldkonfiguration genutzt werden.